# Osireion

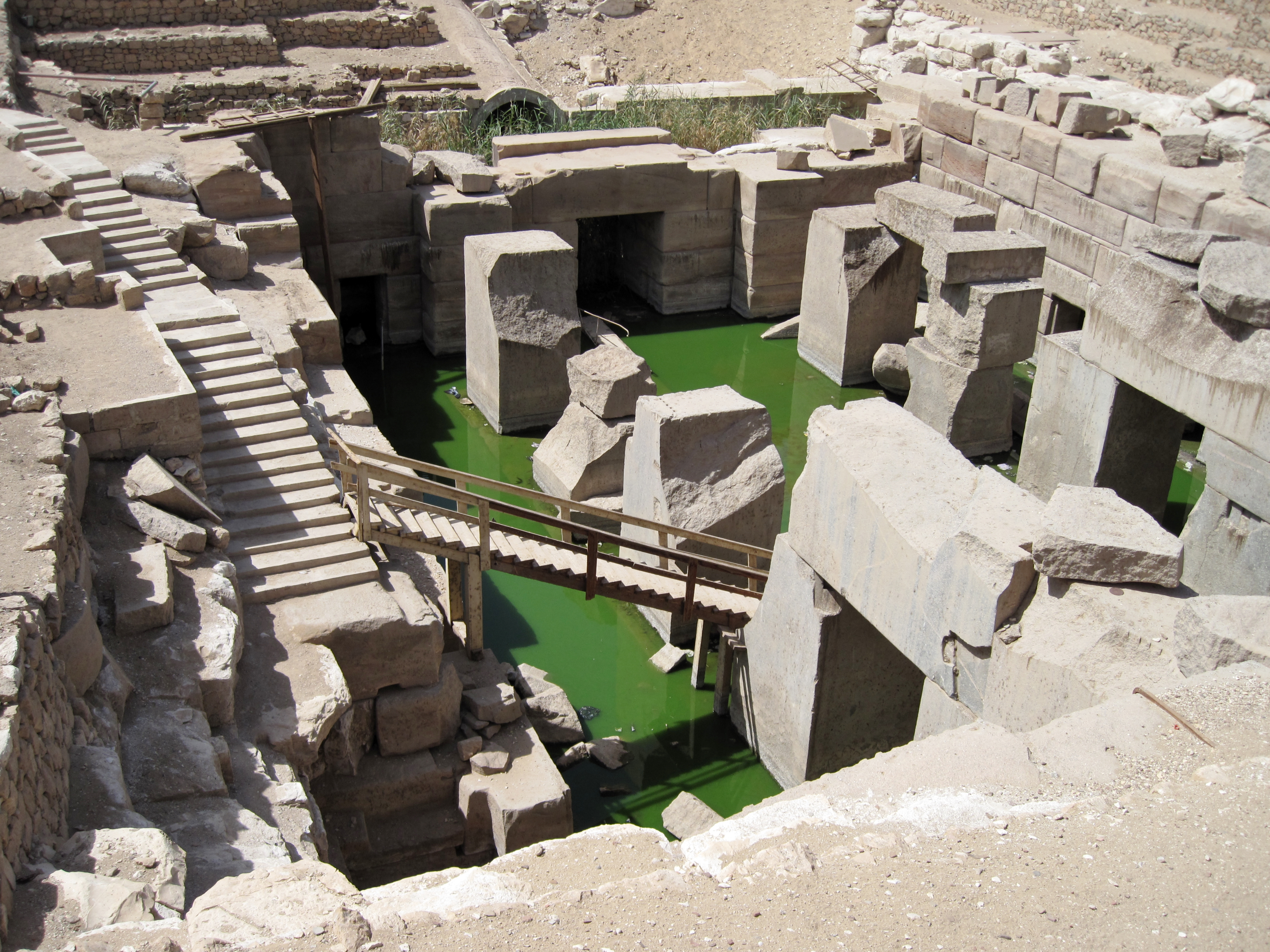
Ruiny Osireionu zatopione wodą

Osireion (także Osirion lub Osiron) w egipskim Abydos – mały kompleks świątynny poświęcony staroegipskiemu bogu Ozyrysowi. Znajduje się bezpośrednio na południowy zachód za świątynią grobową Setiego I i został wybudowany w okresie Nowego Państwa. Wcześniejsze przypuszczenia, że Osireion jest grobem królewskim lub też pozornym, są w świetle nowszych badań nieprawdopodobne. Charakter świątynny widoczny jest w przedstawionych rytuałach, jak również w rodzaju dekoracji.
Kompleks Osireionu został odkryty w 1902 r. przez Margaret Alice Murray i Williama Flindersa Petriego. Do 1926 r. został całkowicie odsłonięty przez Henriego Frankforta. Świątynia przypomina w swojej konstrukcji świątynie grobowe IV dynastii, ale pochodzi z okresu panowania Setiego I. Wystrój wykonywany był do czasów jego wnuka Merenptaha. Imię Setiego I występuje na klamrach budowlanych na jaskółczy ogon, łączących masywne bloki granitowe głównej hali Osireionu. Nie znaleziono natomiast materiałów budowlanych z czasów XIX dynastii.

## Opis

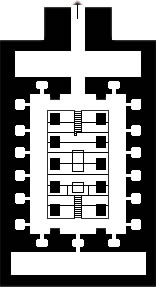
Plan Osireionu w Abydos

Pierwotnie Osireion znajdował się pod kurhanem, otoczonym rzędami drzew. Wejście znajdowało się po zachodniej stronie założenia. Stamtąd prowadził w kierunku południowo–wschodnim długi, opadający w dół korytarz, wiodący do prostokątnej komory z leżącym za nią wąskim pomieszczeniem. Na ściany korytarza zostały naniesione malowidła, które na północno-wschodniej stronie przedstawiały Księgę Jaskiń, a na przeciwległej ścianie Księgę Bram. Obie opisują nocną podróż boga słońca Ra przez świat podziemia. W czasach Merenptaha rozpoczęto na południowym końcu korytarza prace nad przekształcaniem malowideł na płaskorzeźby.
Dalsze płaskorzeźby z okresu panowania Merenptaha znajdują się w prostokątnej komorze i pomieszczeniu obok niej, jak również w korytarzu wiodącym z komory w kierunku północno–wschodnim, na tylnej ścianie i na architrawach następnej hali, poprzecznej do hali głównej, otoczonej kanałami wypełnionymi wodą. Przejście z komory wejściowej, prowadzące do pierwszej hali świątyni, opada jak już opisany korytarz, tak że woda w podziemnym kanale zasilana była wodami gruntowymi. Dzisiaj cała powierzchnia świątyni stoi pod wodą. Z pierwszej hali, zbudowanej z bloków czerwonego granitu, prowadzą wrota, z jeszcze zachowanym nadprożem, do hali głównej z dwoma rzędami po pięć dużych filarów, stojących na sztucznej, otoczonej przez wodę wyspie. W ten sposób, według Księgi Świątyń, Osireion miał 
normalny układ egipskich założeń świątynnych, do którego należało zawsze święte wzgórze.
Z centrum świątyni w kierunku północno–wschodnim i południowo–zachodnim prowadza schody w dół do kanałów z wodą. Między nimi na sztucznej wyspie są wykonane dwa płytkie doły, jeden prostokątny, a drugi kwadratowy. Przypuszczalnie były przeznaczone na sarkofag i na skrzynię do przechowywania kanop. Dookoła kanału wykonane było 16 nisz w ścianach zewnętrznych, po sześć na dłuższych ścianach i po dwie obok wejścia do hali i na przeciwległej ścianie. Pośrodku tej ostatniej niskie drzwi prowadziły do leżącej za nią poprzecznej hali, nie posiadającej innego wejścia. Reliefy umieszczone na górnej części ścian i na suficie ilustrują Księgę Nut i Księgę Nocy, są obramowane przez dwa przedstawienia bogini nieba Nut. Drzwi do ostatniej hali są tak niskie, że są całkowicie zalane przez wodę wypełniającą główną halę, co być może zostało już zaplanowane podczas budowy kanałów z wodą otaczających centrum świątyni.
Dach Osireionu zachował się do dziś w niewielkich fragmentach, tak że można teraz mieć dobry wgląd na niegdyś podziemne założenie świątyni. Potężna, monumentalna budowla wyjaśnia ogromne, lokalne znaczenie Ozyrysa w Abydos, a oprócz tego jest jednym z jego miejsc pochówku.

## Przedstawienia kosmologiczne

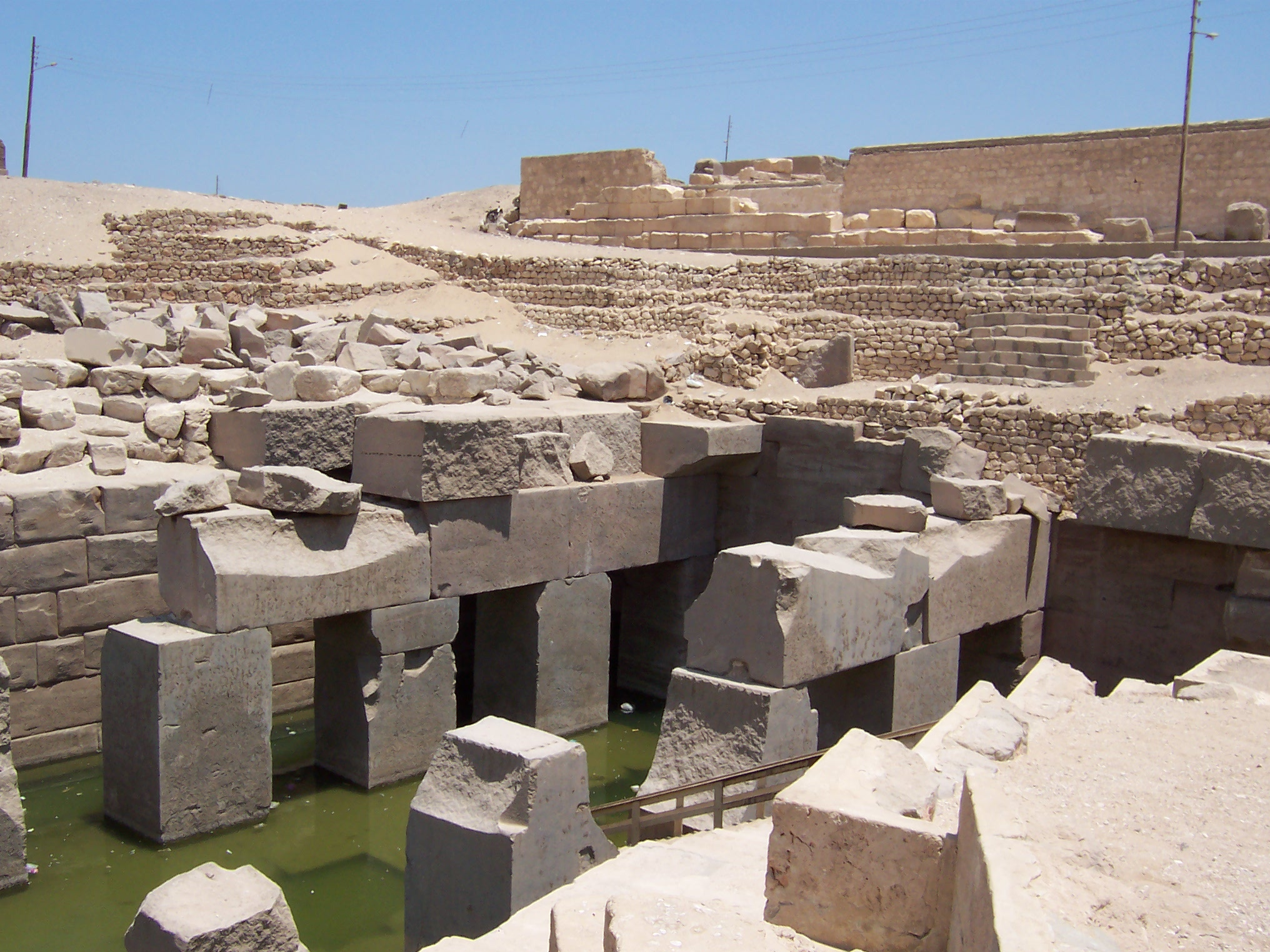
Osireion od południa

Na ścianach i suficie znajdują się teksty kosmologiczne z Ksiąg Nieba oraz dekany. Północna, południowa i wschodnia ściana są tak zniszczone, że nie można na nich nic odczytać. Na zachodniej ścianie można rozróżnić jeszcze resztki Księgi Ziemi. Strop rozciąga się nad zachodnią częścią hali przeznaczonej na sarkofag i nad wschodnią halą do balsamowania. Na zachodniej połówce przedstawiona jest Księga Nut, a na wschodniej Księga Nocy.
Na wschodniej, południowej i zachodniej ścianie południowego pomieszczenia widoczna jest Przypowieść 12 krypt, jako 168 rozdział Księgi Umarłych. Odpowiednia winieta ukazuje trzy fazy boga słońca Ra, wymienione już w Tekstach Piramid. W najstarszej wzmiance z czasów panowania Amenhotepa II "7 krypt" nie występuje już tekst. Jedynie w Osireionie podjęto próbę zrekonstruowania krypt jako całości.

## Odkrycie
W sezonie 1902–1903 Flinders Petrie przekazał kierownictwo wykopalisk w Abydos swojej żonie Hildzie. Razem z nią była tam Margaret Alice Murray, której wiedza na temat tekstów religijnych była ważna przy ich kopiowaniu oraz artystka F. Hansard odrysowująca reliefy. Te trzy kobiety przejęły wszystkie konieczne aspekty przedsięwzięcia. W poprzednim sezonie St. G. Caulfield (Algernon St. George Thomas Caulfield) częściowo odkopał długie przejście wewnątrz muru obwodowego. Duże masy piasku, które zostały usunięte,
pozostawiły po sobie ogromną bruzdę, wyglądającą jak naturalny wąwóz.
Sposób budowy tego wielkiego hypogeum pozwalał łatwo się domyślić, że poniżej znajduje się kolejna podziemna konstrukcja, ponieważ głębokość, na której musiałaby leżeć, musiałaby uniemożliwić wykopanie więcej niż tylko jej małego fragmentu. Właściwością pustyni jest to, że pod 60–120 cm nawianego piasku, napotyka się na twardy margiel. Dawni budowniczowie wykorzystywali tę sytuację, drążąc korytarze i hale o stromych, prawie pionowych ścianach, potem przykrywając je dużymi, kamiennymi blokami, tworzącymi dach, a otwór na przedzie wypełniali piaskiem. Cała budowla nie była już widoczna z zewnątrz i w ten sposób doskonale ukryta. Badacze musieli więc wykonywać w marglu, wewnątrz murów temenosu, szyby badawcze, które bez wyjątku pokazywały, że margiel był drążony pionowo, by umożliwić prace budowlane pod nim.
Po trzech nieudanych próbach, w czasie których natrafiono na tylko na piach, znaleziono na głębokości 5 m kilka dużych bloków z piaskowca. Margaret Alice Murray odkryła oprócz tego rodzaj drzwi, za którymi, w odległości kilku metrów, natrafiła na podłogę pomieszczenia. Po znalezieniu kartusza Merenptaha stało się jasne, że odkryła budowlę, która, jak do tej pory, nie miała swojego odpowiednika w Egipcie. Następnie została odkryta "wielka hala" i opadający korytarz. W tym momencie Margaret Murray stała się odkrywczynią Osireionu.

Spędziliśmy trzy tygodnie na poszukiwaniu miejsca, w którym mógłby być dach i byliśmy zdezorientowani prostokątnymi zakrętami, które przypuszczalnie do niego prowadziły. Teraz wiemy, że te zakręty zostały wykute w skale i służyły jako wsporniki dla komór i hal. Mamy nadzieję, że znajdziemy miejsce, w którym dach jest jeszcze w dobrym stanie. Całymi dniami noszę w swojej torbie świece i zapałki, gotowa by wśliznąć się przez otwór, który byłby odpowiednio duży, ale nie przydały się. W czasie całych wykopalisk, to co się zdarzyło, było nieoczekiwane. Gdy oczekiwaliśmy znalezienia korytarza, znajdowaliśmy komory i hale, kiedy mieliśmy nadzieję na kompletny dach, był on całkowicie usunięty, gdy oczekiwaliśmy grobu, znaleźliśmy miejsce kultu.

Ze względu na to, że sezon wykopaliskowy zbliżał się do końca, nie mogli rozpocząć dodatkowych badań. Również Flinders Petrie sądził, że BSAE (British School of Archaeology) nie ma wystarczających środków na tak duże przedsięwzięcie, to znaczy by usunąć znad całej budowli masy piasku i skał o grubości 9,5 m (40 ft.). Miał jednak nadzieję, że Egipska Służba Starożytności pod kierownictwem Gastona Maspero byłaby gotowa, odkopać i chronić to jedyne w swoim rodzaju hypogeum Ozyrysa jako część dużej świątyni, która ówcześnie była jedną z największych atrakcji Egiptu. Jednak dopiero w 1914 r. Édouard Naville mógł tu ponownie kopać dla Egypt Exploration Society, ale w końcu trwało to do 1925 r. zanim Henri Frankfort odkopał Osireion za pomocą maszyny parowej.

Mogłam skopiować tylko bardzo małą część inskrypcji, ponieważ, mimo że oczyściliśmy korytarz aż do dna, silny wiatr w przeciągu dwóch dni zasypał go ponownie. Całe wykopaliska były bardzo opóźnione z powodu gwałtownych burz piaskowych, potrafiących przenieść pół tony piasku i kamieni. Siedzenie w dole pod nieregularnym, ale ciągłym ogniem małych kamieni i szansą trafienia przez większy było rzeczywistym doświadczeniem, które tylko z perspektywy czasu wydaje się śmiesznym.

Mam nadzieję, że starannie opracowane studium na temat Ozyrysa, które wydała panna Murray, będzie służyć wyjaśnieniu różnych aspektów i związków jednego z ważniejszych bóstw egipskich wierzeń.

Flinders Petrie nadał temu znalezisku nazwę „Osireion”.